# ایمنی غذایی

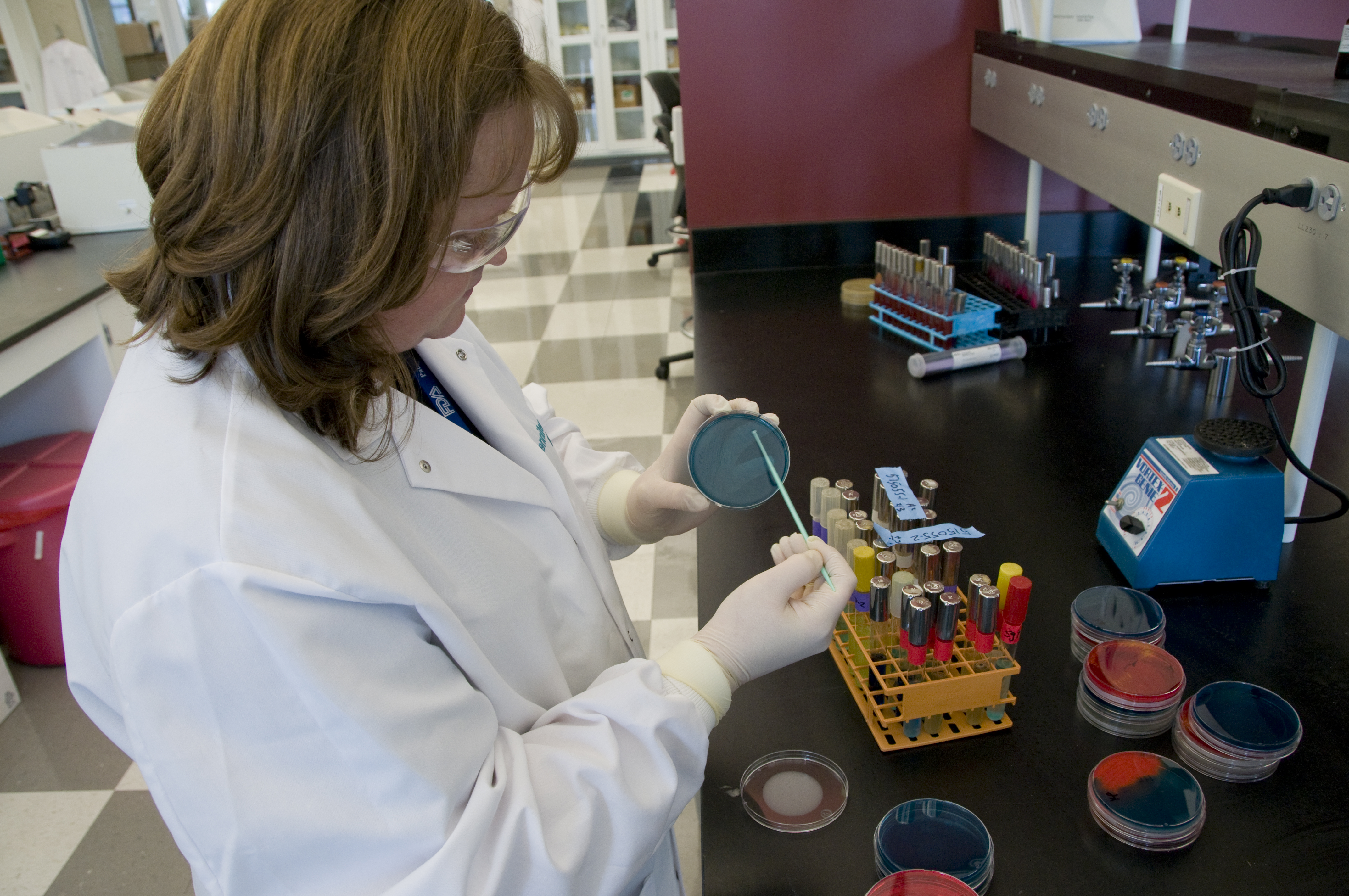
میکروبیولوژیستی در حال آزمایش ماهی سالمون برای نداشتن سم سالمونلا

به حصول اطمینان از اینکه مواد غذایی در هنگام حمل و آماده‌سازی و نگهداری، آلودگیهای میکروبی و شیمیایی و فیزیکی پیدا نمی‌کنند و سبب بیماری مصرف‌کنندگان نمی‌شوند، ایمنی غذایی می‌گویند.
ایمنی غذا عبارت است از اطمینان از این‌که غذایی که می‌خوریم، کاملاً سالم است و آلودگی ندارد؛ آلودگی میکروبی، انگلی، شیمیایی.
تهدیدهای جدید ایمنی مواد غذایی به‌طور مداوم در حال ظهور هستند و تغییرات در تولید، توزیع و مصرف مواد غذایی، تغییرات در محیط زیست، عوامل بیماری‌زای جدید و در حال ظهور، مقاومت ضد میکروبی مواد غذایی را به چالش کشیده‌اند. همچنین افزایش سفر و تجارت، احتمال آلودگی در سطح بین‌المللی را گسترش داده است.
ایمنی مواد غذایی به‌طور فزاینده‌ای در حال جهانی شدن است و نیاز به تقویت سامانه‌های ایمنی مواد غذایی بیش از پیش در میان کشورها مشهود است. به همین دلیل است که سازمان جهانی بهداشت شعار خود را در سال ۲۰۱۵ ترویج بهبود ایمنی مواد غذایی از «مزرعه تا بشقاب سفره» قرار داد.
با گسترش فناوری‌ها، مصرف افزودنی‌ها، آفت‌کش‌ها، آنتی‌بیوتیک‌ها و هورمون‌ها در تولید مواد غذایی در کشورهای در حال توسعه، رشد چشمگیری داشته است که منجر به اثرات سوء انکارناپذیری بر سلامت انسان از جمله بروز انواع ناهنجاری‌های مادرزادی و سرطان‌ها به‌ویژه در کودکان شده است.